# Rafael Thaler
Rafael Thaler, auch Raphael Thaler bzw. Raffael Thaler (* 1. September 1870 in Innsbruck; † 18. März 1947 ebenda), war ein österreichischer Maler und Restaurator.

## Leben

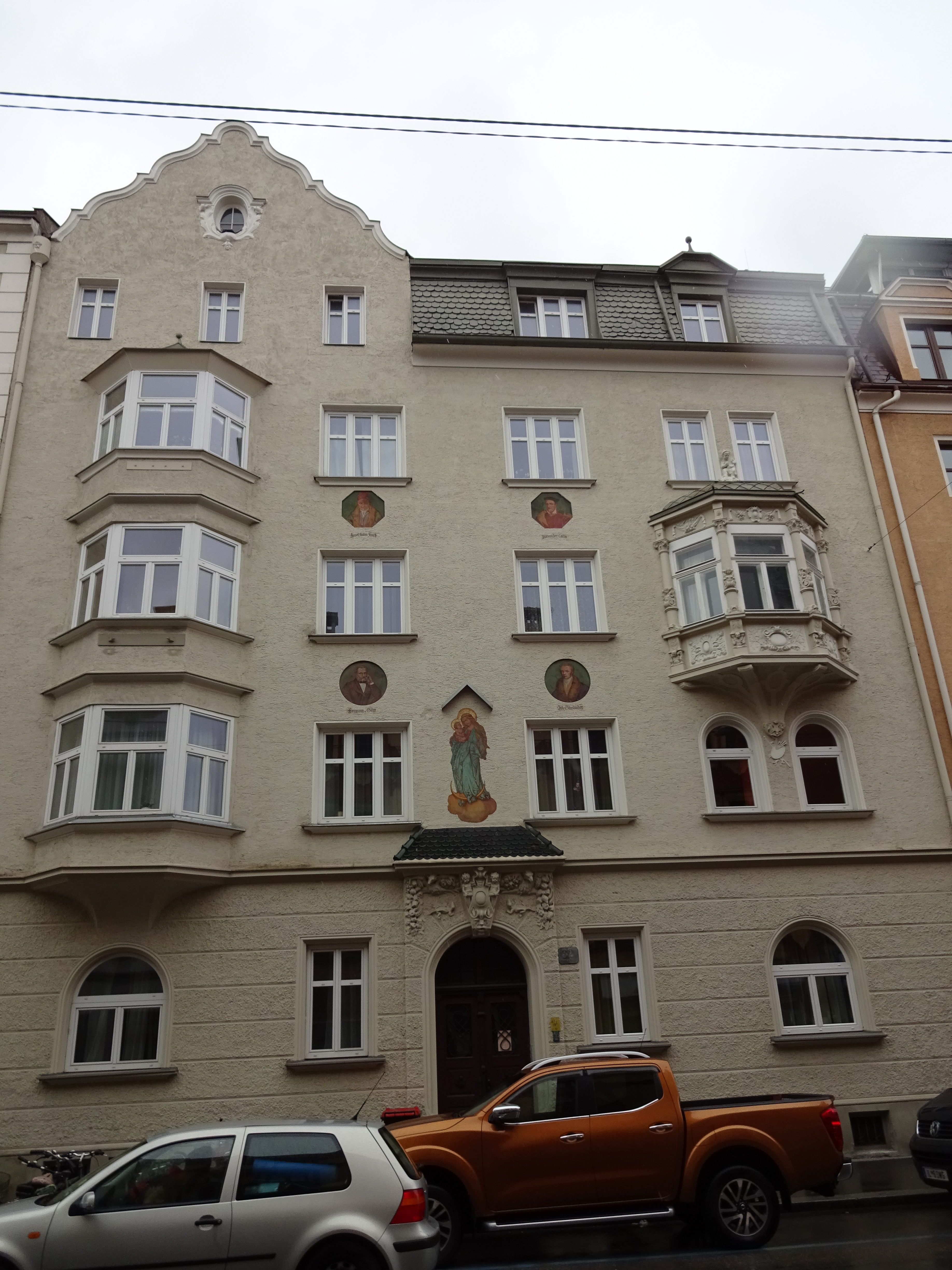
Wohnhaus Thalers mit von ihm geschaffenen Wandmalereien

Rafael Thaler wurde als Sohn eines Bauern aus Gries am Brenner, der später als Werkmeister bei der Südbahngesellschaft beschäftigt war, in Innsbruck geboren. Nach dem Besuch der Staatsgewerbeschule in Innsbruck machte er eine Lehre bei Alfons Siber in Hall in Tirol, 1893/94 studierte er an der Accademia di belle arti in Venedig. 1896 ließ er sich in Innsbruck nieder und war als selbstständiger Freskomaler und Restaurator tätig. Er hatte Wohnung und Atelier in der Pradler Straße 32.
Thaler malte zahlreiche Fresken im neobarocken Stil mit Einflüssen der Nazarener in Kirchen in Tirol und Vorarlberg, daneben Heilige Gräber und Krippen. Er schuf auch Wandmalereien an Hausfassaden in Innsbruck und Umgebung, insbesondere in den eingemeindeten Vororten Wilten, Pradl und Igls. Zu seinen Werken zählen weiters Porträts in Öl, später in Pastell, Entwürfe für Neujahrsentschuldigungskarten und Kopien unter anderem von Werken Franz von Defreggers. Als Restaurator war er unter anderem an den Renovierungen von Schloss Ambras, Schloss Bruck, Schloss Bruneck, Schloss Tratzberg und der Churburg beteiligt. Auf der Pariser Weltausstellung wurde er 1900 mit einer Medaille ausgezeichnet. Einer seiner Schüler war Toni Kirchmayr.
Rafael Thaler war in erster Ehe mit Anna Thaler, geb. Vögele, verheiratet, die 1917 starb. 1919 heiratete er Anna Schoderböck († 1943). Der Sohn Heinz Thaler (1901–1965) wurde ebenfalls Maler.

## Werke (Auswahl)

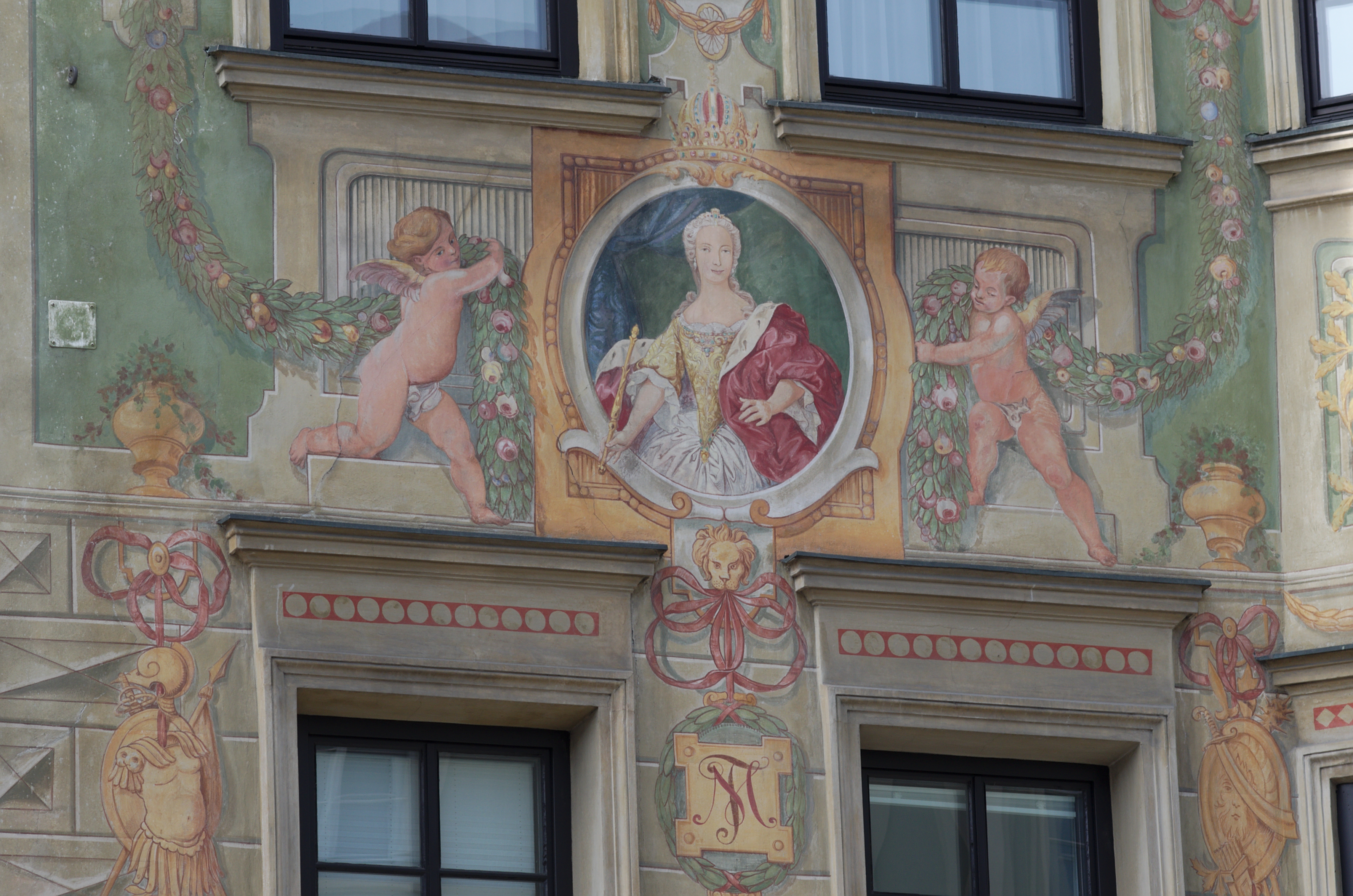
Fassadenmalerei mit Porträt Kaiserin Maria Theresias am Haus Maria-Theresien-Straße 22 in Innsbruck

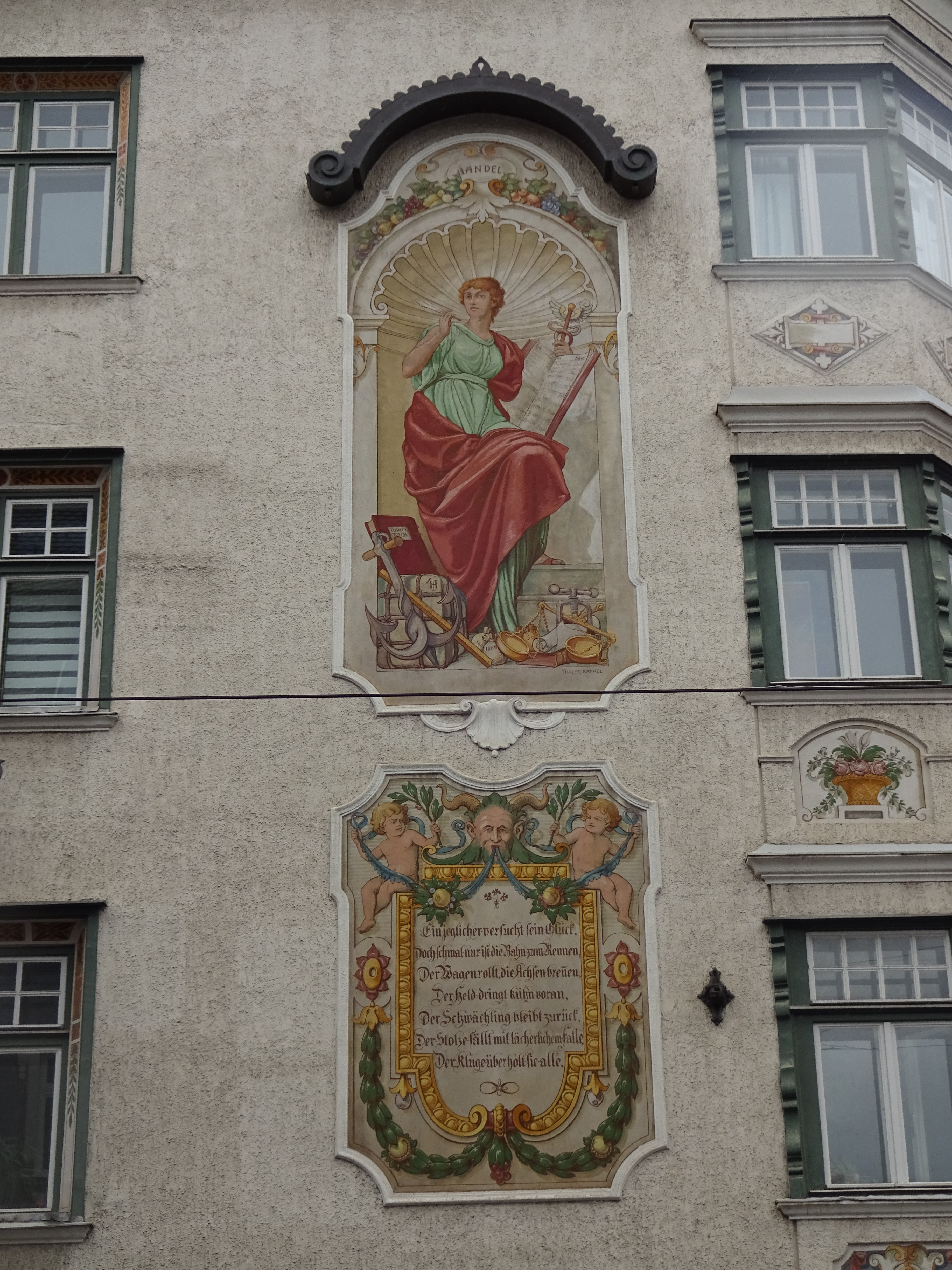
Fassadenmalerei Personifikation des Handels am Haus Pradler Straße 38

- Fassadenmalerei, Kindergarten Hatting, um 1900[2]
- Deckenfresken, Pfarrkirche Vinaders, 1901 (1989 entfernt)[3]
- Fassadenmalerei, Sonnenburgerhof, Innsbruck, 1907[4]
- Fassadenmalerei, Bürgerhaus Maria-Theresien-Straße 22, Innsbruck, 1908[5]
- Fassadenmalerei mit Personifikationen von Handel und Gewerbe, Mietshaus Pradler Straße 38, Innsbruck, 1910[1][6]
- Fassadenmalerei, Mietshaus Pradler Straße 32, Innsbruck, 1910[7]
- Deckengemälde, Urichhaus am Bergisel, Innsbruck, 1910[8]
- Fassadenmalerei, Reinkenkopf, Oetz, 1911[9]
- Fassadenmalerei, Villa Tyrol, Absam, um 1911[10]
- Wandgemälde, Einsegnungskapelle des Ostfriedhofs, Innsbruck, um 1916[11]
- Fassadenmalerei, Zur Linde, Höhenstraße 143, Innsbruck-Hungerburg, 1920[12]
- Deckengemälde, Pfarrkirche hll. Jodok und Lucia, Völs, 1924[13]
- Gewölbemalereien, Pfarrkirche Kufstein-Zell, 1927 (Entwurf von Josef Mühlbacher)[14]
- Wandmalerei, Friedhofskapelle Schnann, 1928[15]
- Fassadenmalerei, Agererhaus, Nassereith, 1930[16]
- Erkerfresko, ehemaliger Ansitz Sterzinger, Nassereith, um 1930[17]
- Deckenmalerei, Expositurkirche Wald im Pitztal, 1931[18]
- Fresko Gnadenstuhl, Liebfrauenkirche, Kitzbühel, 1934[19]
- Fassadenmalerei, Moorhof, Igls, 1937[20]
- Freskomedaillon Maria Immaculata, Pieggenhof, Igls, um 1940[21]
- Giebelfresko, Staudachkapelle, Stams, 1943[22]
- Fassadenfresko, Bauernhaus, Staudach 5, Stams, 1943[23]
- Wandgemälde, Bauernhaus Dorf 24, Aldrans, 1945[24]
- Fresko mit Sonnenuhr über dem Eingang, Wallfahrtskirche Maria Brettfall, 1947[25]
- Restaurierung und Fassadenmalerei, Ansitz Liebenegg, Innsbruck-Wilten (mit Toni Kirchmayr)[26]